# Pegesimallus
Pegesimallus is een geslacht van vliegen uit de familie van de roofvliegen (Asilidae).

## Verspreiding
Het geslacht komt voornamelijk voor in Afrika en Eurazië.

## Leefwijze
De soorten uit dit geslacht jagen op tal van andere insecten, voornamelijk tweevleugeligen en vliesvleugeligen.

## Soorten
Veel soorten zijn zeer lastig van elkaar te onderscheiden; sommige soorten kunnen alleen onderscheiden worden door de mannelijke genitaliën te onderzoeken. Verder is er bij veel soorten sprake van geslachtsdimorfie, waardoor in het verleden bij veel soorten de mannetjes in een ander geslacht ingedeeld waren dan de vrouwtjes.
Tot het geslacht worden de volgende soorten gerekend:
- P. albidipennis (Loew, 1858)
- P. angusticornis (Ricardo, 1925)
- P. apertus (Karsch, 1886)
- P. aulicus (Wiedemann, 1828)
- P. banana (Curran, 1927)
- P. bicolor (Loew, 1858)
- P. bivittatus (Curran, 1934)
- P. brunneus Londt, 1980
- P. bulbifrons Londt, 1980
- P. calvifrons Londt, 1980
- P. claelius (Walker, 1849)
- P. foedus (Loew, 1863)
- P. fulvipennis (Bromley, 1936)
- P. fusticulus Londt, 1980
- P. griseus (Oldroyd, 1970)
- P. hermanni Londt, 1980
- P. inermis (Hermann, 1908)
- P. irwini Londt, 1980
- P. isanicus Tomosovic, 2005
- P. kenyensis Londt, 1980
- P. laticornis (Loew, 1858)
- P. limbatus (Oldroyd, 1960)
- P. longicornis (Curran, 1927)
- P. lubumbashi (Bromley, 1935)
- P. medius (Oldroyd, 1960)
- P. mesasiaticus (Lehr, 1958)
- P. moerens (Wiedemann, 1828)
- P. munroi (Bromley, 1936)
- P. namibiensis Londt, 1980
- P. niger (Bromley, 1936)
- P. oldroydi Londt, 1980
- P. oralis (Wulp, 1884)
- P. ornatus (Bromley, 1936)
- P. pedunculatus (Loew, 1858)
- P. polistoides (Oldroyd, 1960)
- P. polygramma (Speiser, 1924)
- P. pulchriventris (Loew, 1858)
- P. rubrifemoratus (Bromley, 1935)
- P. rufus (Bromley, 1936)
- P. saeptus (Oldroyd, 1960)
- P. silaceus (Hermann, 1907)
- P. srilankensis Londt, 1980
- P. tapulus (Walker, 1849)
- P. teratodes (Hermann, 1906)
- P. urundianus (Janssens, 1953)
- P. vansoni Londt, 1980
- P. videns (Walker, 1851)
- P. volcatus (Walker, 1849)
- P. yerburyi Londt, 1980